# Theodor Harpprecht

Theodor Harpprecht

Theodor Harpprecht (* 8. August 1841 in Stuttgart; † 31. August 1885 bei Ludwigsburg) war ein deutscher Alpinist, der durch zahlreiche Erstbesteigungen und Erstbegehungen, vor allem in den Ortleralpen, bekannt wurde.

## Leben
Theodor Harpprecht studierte an der Universität Tübingen von 1859 bis 1864 Rechtswissenschaften und wurde dort Mitglied des Corps Suevia. Im Alter von 20 Jahren reiste er zum ersten Mal in die Alpen und begeisterte sich für das Bergsteigen. 1869 konnte er, geführt vom Kalser Bergführer Josef Schnell, mit der Kesselwandspitze (3414 m ü. A.) seine erste Erstbesteigung verzeichnen. Am 20. August desselben Jahres gelang ihm wiederum mit Schnell sein größter alpinistischer Erfolg, die Erstbesteigung der Thurwieserspitze (3652 m s.l.m.). Diese Tour, bei der ohne Eispickel und Steigeisen 50° steiler Firn und Eis überwunden wurden, galt damals als so schwierig, dass die Besteigung angezweifelt wurde. Ein Jahr später wiederholte Harpprecht die Route daher und errichtete am Gipfel zum Beweis ein Steinmännchen. Führer bei dieser zweiten Besteigung war Peter Dangl, Bergführer aus Sulden, mit dem er auch viele weitere Touren unternahm. Im Oktober 1869 gründete er zusammen mit 18 weiteren Bergsteigern die Sektion Schwaben des Deutschen Alpenvereins (DAV).
Auch am Ortler (3905 m) gelangen Harpprecht mehrere bedeutende Touren: Am 19. Juli 1872 entdeckten er und Peter Dangl den lange vergessenen Weg über den Hintergrat wieder und erschlossen im Abstieg die Route über die Stickle-Pleiß-Rinne. Ein Jahr später, am 9. August 1873, fanden die beiden mit der Harpprecht-Rinne einen neuen Weg vom Suldenferner zum Hochjochgrat und gelangten erstmals über diesen zum Ortlergipfel. Weitere erwähnenswerte Leistungen waren die dritte Besteigung des Hochgalls (3465 m) und die erste Überschreitung des Großvenedigers (3662 m). Harpprecht galt als äußerst sportlicher und besonders schneller Bergsteiger.
1877 musste Theodor Harpprecht aufgrund von Rückenmarksproblemen seine alpinistische Tätigkeit aufgeben. 1885 starb er nach langer Krankheit in der Pflegeeinrichtung Karlshöhe Ludwigsburg. 1886 wurde sein autobiographisches Werk Bergfahrten veröffentlicht. Nach ihm sind heute der Harpprechtweg am Hochgall und das Harpprechthaus der Sektion Schwaben auf der Schwäbischen Alb benannt.

## Werk
- Theodor Harpprecht: Bergfahrten. A. Bonz’ Erben, Stuttgart 1886.